# H.E.A.T (musikalbum)
H.E.A.T är det svenska hårdrocksbandet H.E.A.Ts debutalbum. Albumet släpptes 2008. 

## Låtlista
1. "Intro"
2. "There for You" (Dave Dalone, Jona Tee, Kenny Leckremo, Crash, Jimmy Jay, Eric Rivers)
3. "Never Let Go" (Dalone, Tee)
4. "Late Night Lady" (Dalone, Tee, Leckremo)
5. "Keep On Dreaming" (Dalone, Tee)
6. "Follow Me" (Dalone, Tee, Leckremo)
7. "Straight For Your Heart" (Dalone, Jay)
8. "Cry" (Dalone, Tee)
9. "Feel It Again" (Leckremo, Crash)
10. "Straight Up" (Dalone, Leckremo, Crash)
11. "Bring The Stars" (Dalone, Tee)
12. "You're Lying" (Dalone, Tee)
13. "Feel The Heat" (Leckremo)

## Medverkande
- Dave Dalone - Gitarr, körsång
- Jona Tee - Keyboards, körsång
- Kenny Leckremo - Sång
- Crash - Trummor
- Jimmy Jay - Bas, körsång
- Eric Rivers - Gitarr, körsång

## Listplaceringar
| Lista (2008) | Topplacering |
| ------------ | ------------ |
| Sverige      | 10           |